# Erich Keller (Maler)
Erich August Keller (* 27. März 1919 in Konstanz; † 2010 in Costigliole d’Asti) war ein deutscher Maler, Bildhauer und Grafiker.

## Leben
Erich Keller wurde als junger Mann Soldat und war im letzten Jahr des Zweiten Weltkriegs in den italienischen Bergen im Einsatz, wo er erkrankte. Nach einem Lazarettaufenthalt in Deutschland absolvierte er nach dem Krieg zunächst eine Bäckerlehre und arbeitete dann in der elterlichen Bäckerei in Konstanz. Wenige Jahre nach Kriegsende nahm er Malunterricht bei Sepp Biehler und Unterricht in Bildhauerei bei Adolf Schmid. Weitere Lehrer Kellers waren in den 1950er Jahren Julius Bissier und Richard Bampi; mit Letzterem gestaltete er eine Keramikwand an der Alten Universität in Freiburg.
1959 oder 1960 verließ er Deutschland. In den nachfolgenden Jahrzehnten lebte er in San Remo, Turin, Varese und in Costigliole d’Asti. Vorübergehend lebte er Ende der 1970er Jahre noch einmal in Konstanz, in der Villa Douglas; 1987 legte er sich ein Domizil in Gaienhofen zu, das er bis 1996 beibehielt und zu dem 1988 sein letztes Atelier in Costigliole d’Asti hinzukam.

## Werk
Keller produzierte vor allem grafische Werke wie Radierungen. Seine Bilder zeigte er in den 1960er und 1970er Jahren in mehr als 20 Einzelausstellungen in Italien, Deutschland und der Schweiz. In seiner Heimatstadt Konstanz wurden Werke Kellers 1970 in der Wessenberg-Galerie und 1974 in der Universität ausgestellt, weitere Ausstellungen im Bodenseekreis folgten 1996 in der Volksbank in Konstanz, 1997 in Überlingen und im Höri-Museum Gaienhofen und 2001 bei Siemens in Konstanz. Werke Kellers wurden etwa von der Städtischen Galerie für moderne Kunst in Turin angekauft.

## Sonstiges
Erich Keller gehörte mit zahlreichen anderen Malern aus dem Bodenseekreis zu den Gründungsmitgliedern der Laugelegumperzunft in Konstanz.